# غلين إريك هاوغلاند
غلين إريك هاوغلاند (بالنرويجية البوكمول: Glenn Erik Haugland)‏ هو ملحن نرويجي، ولد في 29 مايو 1961 في Os, Hordaland ‏ في النرويج.